# Dia Internacional da Prostituta

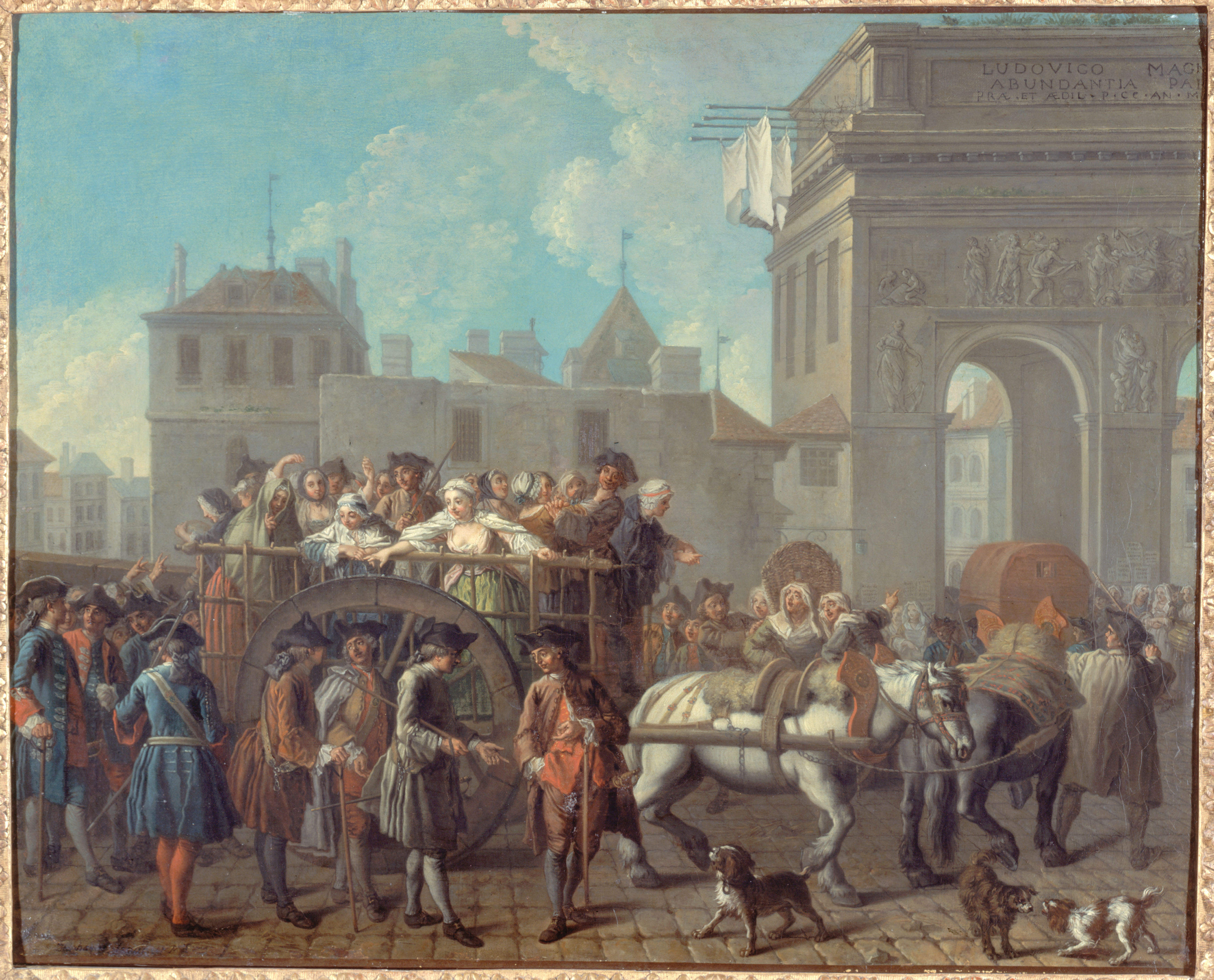
Prostitutas francesas são levadas para a Salpêtrière, a prisão para mendigos, vagabundos e prostitutas

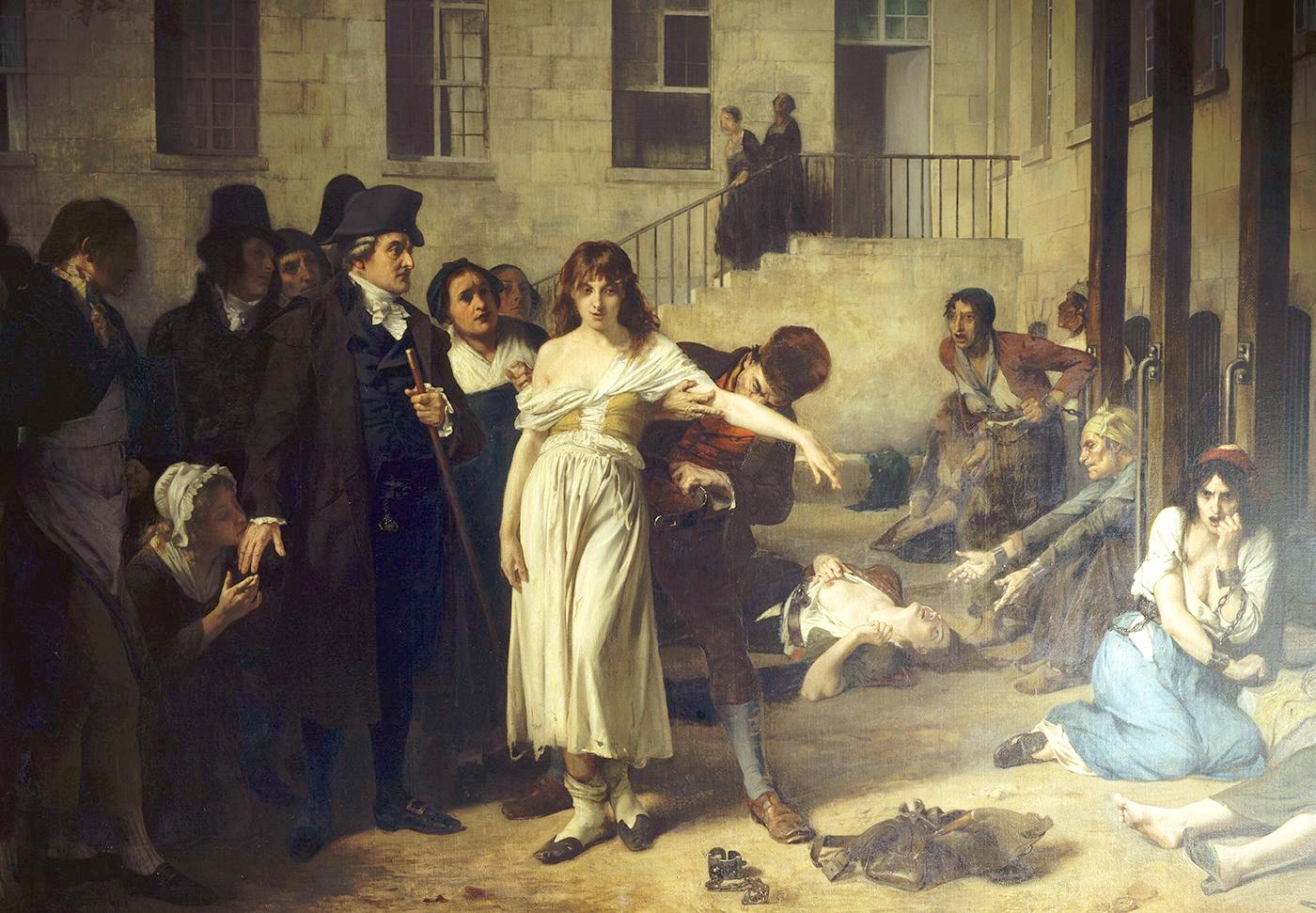
Pinel em Salpêtrière, por Tony Robert-Fleury. A pintura mostra prostitutas mal tratadas entre mendigos, vagabundos e doentes mentais, que foram imprisionados nessa prisão, até que as prostitutas foram liberadas pelo povo na Revolução Francesa.

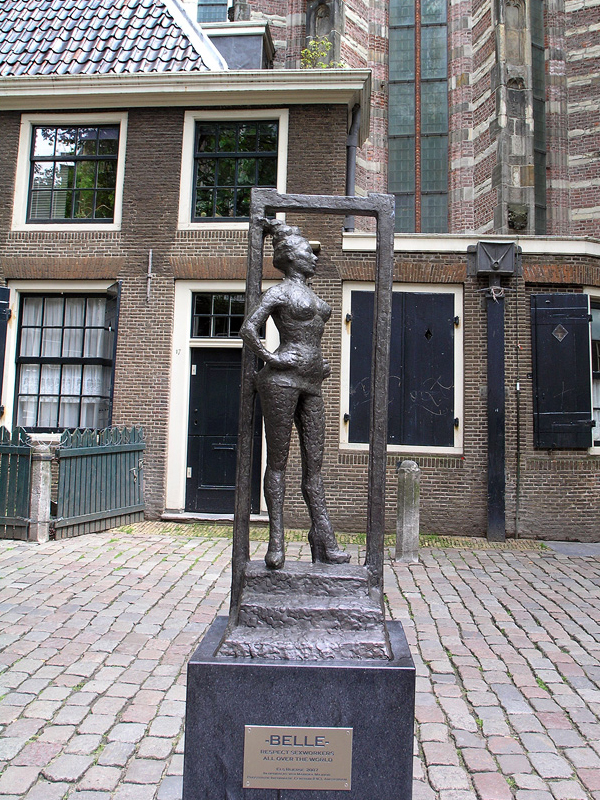
Estátua de bronze Belle em Amsterdã, no distrito da prostituição De Wallen, em frente da Igreja Oude Kerk. Foi inaugurada em março de 2007 com a inscrição "Respeita as prostitutas no mundo inteiro"

O Dia internacional da Prostituta é uma data comemorativa, que lembra a discriminação das prostitutas, as suas condições precárias de vida e de trabalho e a sua exploração. O ponto de partida para esse dia comemorativo foi o dia 2 de junho de 1975, no qual mais de 100 prostitutas ocuparam a Igreja Saint-Nizier em Lyon, a fim de chamar a atenção para a sua situação. O Dia da Prostituta é celebrado anualmente desde 1976 no dia 2 de junho.

## Contexto histórico
A partir dos anos 70, as agências policiais mantiveram as prostitutas em França sob crescente pressão. As represálias da polícia forçaram as mulheres a trabalhar em segredo. Como resultado, a protecção relativa da observância pública acabou e as meninas se viram confrontadas com um aumento da violência contra elas por cafetões, clientes e policiais. Depois de dois assassinatos e falta de vontade do governo para melhorar a situação das prostitutas, estas ocuparam uma das igrejas locais em Lyon - Saint-Nizier, na rue de Brest - e entraram em greve. Depois de oito dias, a igreja foi liberada pela polícia. O evento é considerado como o ponto de partida de um movimento de putas.

## Hoje
A situação actual das trabalhadoras do sexo não tem melhorado desde 1975 documentou uma leitura intitulada "Mulheres sem quartos", em 29 de Maio 2011, realizada em Bochum, Alemanha. A leitura foi dedicada aos profissionais do sexo da cidade vizinha Dortmund, na qual queriam suprimir as prostitutas da vida pública com meios semelhantes aos de 1975, em Lyon.

## Dias comemorativos parecidos
- Dia 3 de março - Dia Internacional do direitos dos trabalhadores de sexo (Internacional Sex Workers’ Rights Day)[5]
- Dia 17 de dezembro - Dia Internacional contra a violência contra prostitutas(International Day to End Violence Against Sex Workers)[6]

## Outras leituras
- Agustín, Laura Maria. "Sex at the Margins: Migration, Labour Markets and the Rescue Industry", 2007, Zed Books, ISBN 978-1-84277-859-3
- Agustín, Laura Maria. The Naked Anthropologist .
- Kempadoo, Kamala (editor) & Doezema, Jo (editor). "Global Sex Workers: Rights, Resistance, and Redefinition", 1998, Routledge, ISBN 978-0-415-91829-9
- Leigh, Carol. "Unrepentant Whore: The Collected Works of Scarlot Harlot", 2004, Last Gasp, ISBN 978-0-86719-584-2
- Nagle, Jill. "Whores and Other Feminists", 1997, Routledge, ISBN 978-0-415-91822-0
- Pheterson,Gail. "A Vindication of The Rights of Whores", 1989, Seal Press ISBN 978-0-931188-73-2
- Weitzer, Ronald. 1991. "Prostitutes' Rights in the United States", Sociological Quarterly, v. 32, no.1, pages 23–41.